# 城巴6X線
城巴6X線為一條港島市區路線，來往中環（交易廣場）及赤柱市集，途經金鐘、皇后大道東、香港仔隧道、深水灣、淺水灣及馬坑。
本線另設N6X線，由城巴營辦，來往赤柱監獄及中環（交易廣場），途經馬坑、舂坎角、淺水灣、深水灣、香港仔隧道、灣仔（皇后大道東）及金鐘。該路線行車路線及赤柱總站安排與主線6X相同：總站名義上位於赤柱監獄，但實際總站位於赤柱村。路線於中秋節翌日會提供單向往中環的服務；而元旦日凌晨則提供雙向服務。

## 歷史
- 1994年11月10日：本線投入服務，來往中環（交易廣場）及赤柱村，由城巴營辦，提供全空調服務。
- 1999年12月6日：所有城巴赤柱路線之雙向分段收費改為只適用於八達通卡，欲享用雙向分段收費之乘客必須在下車時再次拍卡。
- 2004年11月8日：配合城巴新巴資源整合，6X線改經舂坎角及馬坑，不再途經赤柱峽道，以取代新巴64線及新巴262線之服務。
- 2018年5月28日：增設實時抵站時間查詢服務。
- 2021年10月11日：星期一至五下午有3班改由赤柱炮台（閘口）開出，以配合6A線取消下午班次。[1]

## 服務時間及班次
| 中環（交易廣場）開         | 中環（交易廣場）開         | 中環（交易廣場）開         | 赤柱市集開       | 赤柱市集開                 | 赤柱市集開                 |
| 日期                       | 服務時間                   | 班次（分鐘）               | 日期             | 服務時間                   | 班次（分鐘）               |
| -------------------------- | -------------------------- | -------------------------- | ---------------- | -------------------------- | -------------------------- |
| 星期一至五                 | 07:50、08:15、08:44        | 07:50、08:15、08:44        | 星期一至五       | 06:52、07:17、07:35        | 06:52、07:17、07:35        |
| 星期一至五                 | 09:05-09:50                | 15                         | 星期一至五       | 07:43、07:56               | 07:43、07:56               |
| 星期一至五                 | 09:50-10:40                | 10                         | 星期一至五       | 08:20、08:40、09:05        | 08:20、08:40、09:05        |
| 星期一至五                 | 10:55                      | 10:55                      | 星期一至五       | 09:25、09:40、09:50        | 09:25、09:40、09:50        |
| 星期一至五                 | 11:10-15:50                | 20                         | 星期一至五       | 10:11-10:56                | 15                         |
| 星期一至五                 | 16:05                      | 16:05                      | 星期一至五       | 10:56-14:36                | 20                         |
| 星期一至五                 | 16:25-19:45                | 20                         | 星期一至五       | 14:48、15:03               | 14:48、15:03               |
|                            |                            |                            | 星期一至五       | 15:13-16:13                | 20                         |
| 16:28、16:40、16:52        |                            |                            | 星期一至五       |                            |                            |
| 17:07、17:17、17:27        |                            |                            | 星期一至五       |                            |                            |
| 17:50、18:23、18:59        |                            |                            | 星期一至五       |                            |                            |
| 19:17、19:35、20:00        |                            |                            | 星期一至五       |                            |                            |
| 星期六                     | 07:50、08:15、08:38、09:00 | 07:50、08:15、08:38、09:00 | 星期六           | 06:52、07:13、07:35        | 06:52、07:13、07:35        |
| 星期六                     | 09:18-11:18                | 15                         | 星期六           | 07:55、08:08、08:25        | 07:55、08:08、08:25        |
| 星期六                     | 11:31、11:50               | 11:31、11:50               | 星期六           | 08:40、09:00               | 08:40、09:00               |
| 星期六                     | 12:07-16:07                | 15/10/12/13/10             | 星期六           | 09:22-10:37                | 15                         |
| 星期六                     | 16:18                      | 16:18                      | 星期六           | 10:50                      | 10:50                      |
| 星期六                     | 16:32-18:32                | 12/13/10/14/11             | 星期六           | 11:07-12:50                | 15/16/12/17                |
| 星期六                     | 18:46、19:06               | 18:46、19:06               | 星期六           | 13:09、13:23、13:34        | 13:09、13:23、13:34        |
| 星期六                     | 19:25、19:45               | 19:25、19:45               | 星期六           | 13:45、13:58               | 13:45、13:58               |
|                            |                            |                            | 星期六           | 14:09-17:09                | 14/11/11/12/12             |
| 17:21、17:32、17:53        |                            |                            | 星期六           |                            |                            |
| 18:23、18:41、18:57        |                            |                            | 星期六           |                            |                            |
| 19:11、19:27、19:42、20:00 |                            |                            | 星期六           |                            |                            |
| 星期日及公眾假期           | 07:00-07:30                | 15                         | 星期日及公眾假期 | 07:32、07:45、08:05、08:20 | 07:32、07:45、08:05、08:20 |
| 星期日及公眾假期           | 07:50                      | 07:50                      | 星期日及公眾假期 | 08:37-09:52                | 15                         |
| 星期日及公眾假期           | 08:00-08:45                | 15                         | 星期日及公眾假期 | 10:04                      | 10:04                      |
| 星期日及公眾假期           | 08:58、09:06               | 08:58、09:06               | 星期日及公眾假期 | 10:13-18:23                | 10                         |
| 星期日及公眾假期           | 09:14-17:54                | 10                         | 星期日及公眾假期 | 18:32、18:42、18:51        | 18:32、18:42、18:51        |
| 星期日及公眾假期           | 18:06、18:20、18:36        | 18:06、18:20、18:36        | 星期日及公眾假期 | 19:05、19:25、19:35        | 19:05、19:25、19:35        |
| 星期日及公眾假期           | 18:45-19:30                | 15                         | 星期日及公眾假期 | 20:00                      | 20:00                      |

特別班次（赤柱炮台 → 中環（交易廣場））
- 星期一至六：17:25、18:00、18:30

特別班次逢星期日及公眾假期不設服務

## 收費
全程：$10.9
| 往赤柱方向        | 往赤柱方向              | 往赤柱方向 | 往赤柱方向 |
| ----------------- | ----------------------- | ---------- | ---------- |
|                   |                         | 落車站     |            |
| 淺水灣海灘 或之前 | 赤柱村 或之前           |            |            |
| 上車站            | 中環（交易廣場） 或之後 | $6.9       | $10.9      |
| 上車站            | 淺水灣海灘 或之後       |            | $5.9       |
| 上車站            | 赤柱村 或之後           |            | $3.5       |

| 往中環方向                        | 往中環方向        | 往中環方向              | 往中環方向 | 往中環方向 |
| --------------------------------- | ----------------- | ----------------------- | ---------- | ---------- |
|                                   |                   | 落車站                  |            |            |
| 赤柱村 或之前                     | 淺水灣海灘 或之前 | 中環（交易廣場） 或之前 |            |            |
| 上車站                            |                   |                         |            |            |
| 赤柱監獄／赤柱炮台／赤柱村 或之後 | $3.5              | $5.9                    | $10.9      |            |
| 淺水灣海灘 或之後                 |                   |                         | $6.9       |            |
| 深水灣 或之後                     |                   |                         | $5.9       |            |
| 錫克廟 或之後                     |                   |                         | $4.4       |            |

| - 本線設有12歲以下小童及65歲或以上長者半價優惠。 - 65歲或以上香港居民使用「樂悠咭」，以及12歲以下合資格殘疾兒童使用「殘疾人士身份」個人八達通繳付車資，均可享有每程$2.0或半價（以較低者為準）的票價優惠；12至64歲合資格殘疾人士使用「殘疾人士身份」個人八達通（包括「樂悠咭」），以及60至64歲香港居民使用「樂悠咭」繳付車資，均可享有每程$2.0或全費（以較低者為準）的票價優惠。 - 65歲或以上長者如使用長者或一般個人八達通繳付車資，則只可享有半價優惠；12至64歲合資格殘疾人士如不使用「殘疾人士身份」個人八達通，以及60至64歲人士如不使用「樂悠咭」繳付車資，必須繳付全費。 - 乘客可以現金或八達通於上車時付款，不設找續。 - 每位成人乘客可免費攜帶最多兩名4歲以下而不佔座位的兒童乘客乘車，超額之4歲以下小童必須繳付小童車費乘車。 - 九龍巴士、城巴及龍運巴士全職員工及家屬（不包括外判職員）可免費乘搭本路線，惟必須拍職員或職員家屬八達通。 - 乘客亦可使用AlipayHK「易乘碼」、支付寶、WeChatHK／微信支付「搭車碼」、銀聯雲閃付「乘車碼」及BOC Pay「乘車碼」、具有感應式支付功能的VISA、Mastercard及銀聯卡，以及Apple Pay、Google Pay及Samsung Pay流動支付平台繳付車資。使用此支付方式的乘客可享有中途下車之分段收費，以及與其他城巴獨營路線或聯營線城巴班次之轉乘優惠，惟不適用於與非城巴路線之轉乘優惠。乘客亦不能享有「公共交通費用補貼計劃」及「長者及合資格殘疾人士公共交通票價優惠計劃」。 - 帶粗體字者為雙向分段收費，乘客必須使用八達通或指定交通二維碼繳費，並於下車前再次確認八達通或掃瞄二維碼，方可享有分段收費優惠。 |

### 赤柱監獄／東頭灣道往中環特別安排
於赤柱監獄及聖士提反書院登上上述3條路線之乘客可在赤柱村巴士總站用同一張八達通卡登上此路線、6或260線往中環（交易廣場）方向即將開出之班次，首程所付車資可獲全數回贈。是項優惠不適用於以現金繳費之乘客，有關乘客需繳付兩程之全程車費。 

### 八達通轉乘優惠
乘客登上本線後指定時間內以同一張八達通卡轉乘以下路線，或從以下路線登車後指定時間內以同一張八達通卡轉乘本線，次程可獲車資折扣優惠：
6往中環 → 6X往中環，次程可獲$5.3折扣優惠，轉乘時限為90分鐘；乘客首程下車時必須再次拍卡確認，方可享有優惠
6X←→14，轉乘時限為90分鐘
- 6X往赤柱監獄 → 14往赤柱炮台，次程車資全免
- 14往嘉亨灣 → 6X往中環，回贈首程車資；祇適用於由赤柱炮台至赤柱警署沿途各站登上14線的乘客，且乘客首程下車時必須再次拍卡確認，方可享有優惠

6X←→A11
- 6X往中環 → A11往機場，回贈首程車資，轉乘時限為90分鐘
- A11往北角碼頭 → 6X往赤柱，次程車資全免，轉乘時限為120分鐘

## 用車
本線由於受到沿線狹窄多彎的路面所限制，一直只能使用短身雙層巴士，包括利蘭／富豪奧林比安10.4米（2XX）及丹尼士巨龍10.3米（7XX），及至該等巴士年事已高需要退役，城巴於2010年11月訂購38部配置歐盟五型環保引擎的亞歷山大丹尼士Enviro 400雙軸雙層低地台空調巴士（7002-7039），於珠海廣通車廠裝嵌，於2011年7月起陸續抵港，並於同年10月起開始在本路線及其他行走赤柱的城巴路線上服役。城巴其後加訂的20部同款巴士（7040-7059）亦於2013年2月起陸續加入本路線及其他赤柱路線服役，車頭頭燈組件改為紅色，亦跟九巴量產型Enviro 400一樣加上一對LED小燈。
現時本線主要使用亞歷山大丹尼士Enviro 400（7000-7059）行走，星期六、日及公眾假期有機會派出亞歷山大丹尼士Enviro 500MMC 11.3米（9108-9158），端午節假期或會派出富豪B9TL 11.3米（9500-9559）行走。

## 行車路線
中環（交易廣場）開經：干諾道中、夏慤道、紅棉路支路、金鐘道、皇后大道東、黃泥涌道、香港仔隧道、黃竹坑道、香島道、淺水灣道、赤柱峽道、舂磡角道、舂坎角巴士總站、舂磡角道、環角道、佳美道、馬坑邨公共運輸交匯處、佳美道、赤柱村道、東頭灣道及赤柱村道。
赤柱市集開經：（黃麻角道、赤柱村道、赤柱市集巴士總站）赤柱灘道、赤柱村道、佳美道、馬坑邨公共運輸交匯處、佳美道、環角道、舂磡角道、舂坎角巴士總站、舂磡角道、赤柱峽道、淺水灣道、香島道、黃竹坑道、香港仔隧道、黃泥涌道、皇后大道東、金鐘道、皇后大道中、畢打街、康樂廣場及港景街。
括號內之路段祇適用於由赤柱炮台開出的班次駛經。

### 沿線車站

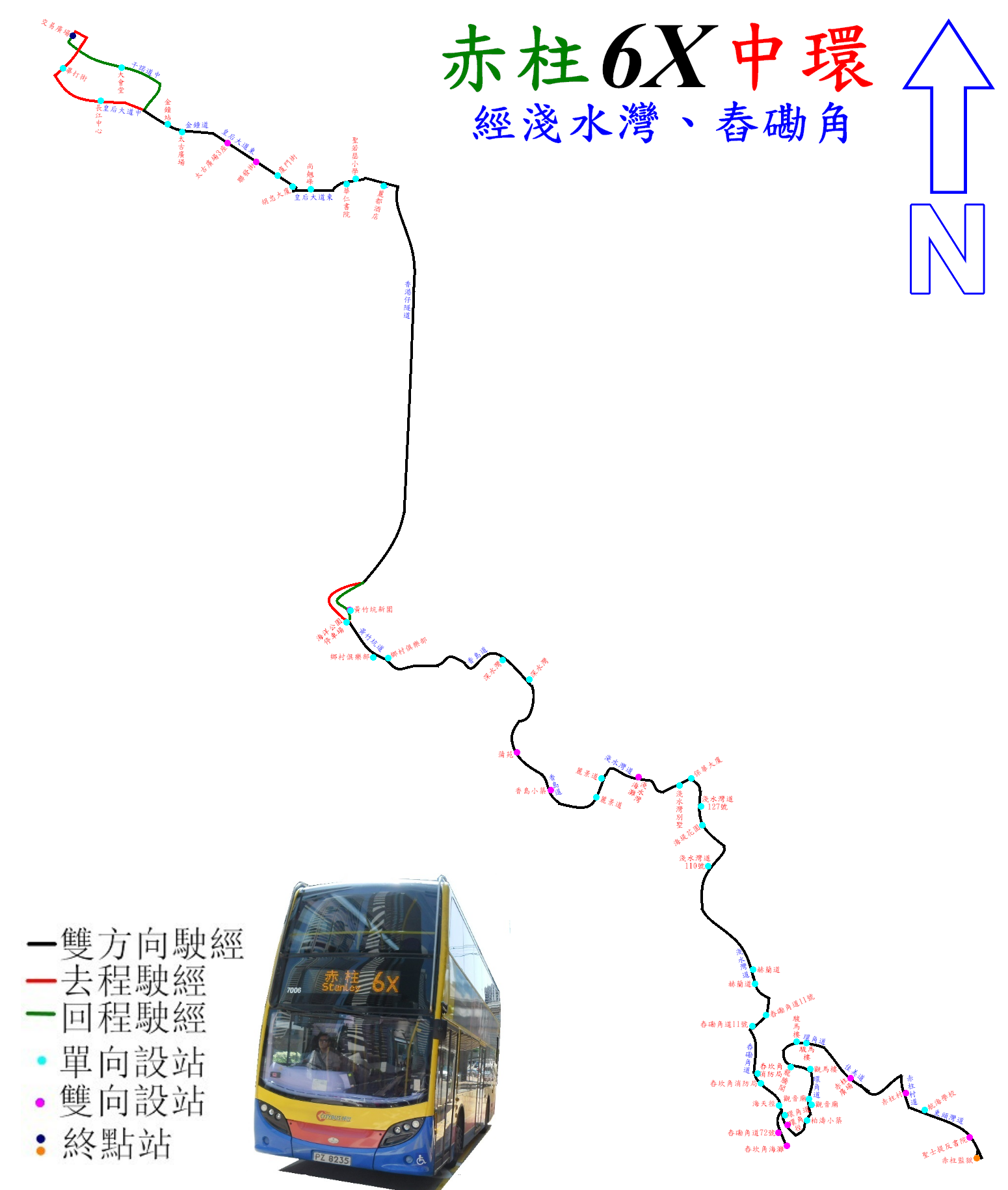
此線的走線圖

| 中環（交易廣場）開 | 中環（交易廣場）開 | 中環（交易廣場）開       | 赤柱市集開 | 赤柱市集開           | 赤柱市集開           |
| 序號               | 車站名稱           | 位置                     | 序號       | 車站名稱             | 位置                 |
| ------------------ | ------------------ | ------------------------ | ---------- | -------------------- | -------------------- |
| 1                  | 中環（交易廣場）   | 中環（交易廣場）巴士總站 | ^          | 赤柱炮台             | 黃麻角道             |
| 2                  | 大會堂             | 干諾道中                 | ^          | 斜炮頂               | 黃麻角道             |
| 3                  | 金鐘站             | 金鐘道                   | ^          | 富豪海灣             | 黃麻角道             |
| 4                  | 太古廣場三座       | 皇后大道東               | ^          | 聖士提反書院附屬小學 | 黃麻角道             |
| 5                  | 聯發街             | 皇后大道東               | ^          | 鄧肇堅運動場         | 黃麻角道             |
| 6                  | 廈門街             | 皇后大道東               | 1          | 赤柱村               | 赤柱市集巴士總站     |
| 7                  | 尚翹峰             | 皇后大道東               | 2          | 赤柱廣場             | 馬坑邨公共運輸交匯處 |
| 8                  | 聖若瑟小學         | 皇后大道東               | 3          | 馬坑邨駿馬樓         | 環角道               |
| 9                  | 黃竹坑新圍         | 黃竹坑道                 | 4          | 馬坑邨觀馬樓         | 環角道               |
| 10                 | 鄉村俱樂部         | 黃竹坑道                 | 5          | 觀音廟               | 環角道               |
| 11                 | 深水灣             | 香島道                   | 6          | 柏濤小築             | 環角道               |
| 12                 | 蒲苑               | 香島道                   | 7          | 環角徑               | 環角道               |
| 13                 | 香島小築           | 香島道                   | 8          | 舂坎角海灘           | 舂磡角道             |
| 14                 | 麗景道             | 淺水灣道                 | 9          | 舂磡角道72號         | 舂磡角道             |
| 15                 | 淺水灣海灘         | 淺水灣道                 | 10         | 海天徑               | 舂磡角道             |
| 16                 | 保華大廈           | 淺水灣道                 | 11         | 舂坎角消防局         | 舂磡角道             |
| 17                 | 淺水灣道127號      | 淺水灣道                 | 12         | 舂磡角道11號         | 舂磡角道             |
| 18                 | 赫蘭道             | 淺水灣道                 | 13         | 赫蘭道               | 淺水灣道             |
| 19                 | 舂磡角道11號       | 舂磡角道                 | 14         | 淺水灣道102號        | 淺水灣道             |
| 20                 | 舂坎角消防局       | 舂磡角道                 | 15         | 淺水灣道90號         | 淺水灣道             |
| 21                 | 環角道             | 舂磡角道                 | 16         | 淺水灣別墅           | 淺水灣道             |
| 22                 | 舂磡角道72號       | 舂磡角道                 | 17         | 淺水灣海灘           | 淺水灣道             |
| 23                 | 舂坎角海灘         | 舂磡角道                 | 18         | 麗景道               | 淺水灣道             |
| 24                 | 環角徑             | 環角道                   | 19         | 香島小築             | 香島道               |
| 25                 | 觀音廟             | 環角道                   | 20         | 蒲苑                 | 香島道               |
| 26                 | 龍欣苑龍騰閣       | 環角道                   | 21         | 深水灣               | 香島道               |
| 27                 | 馬坑邨駿馬樓       | 環角道                   | 22         | 鄉村俱樂部           | 黃竹坑道             |
| 28                 | 赤柱廣場           | 馬坑邨公共運輸交匯處     | 23         | 海洋公園停車場       | 黃竹坑道             |
| 29                 | 赤柱村             | 赤柱村道                 | 24         | 錫克廟               | 皇后大道東           |
| 30                 | 香港航海學校       | 東頭灣道                 | 25         | 香港華仁書院         | 皇后大道東           |
| 31                 | 聖士提反書院       | 東頭灣道                 | 26         | 胡忠大廈             | 皇后大道東           |
| 32                 | 赤柱監獄           | 東頭灣道                 | 27         | 聯發街               | 皇后大道東           |
| 33                 | 聖士提反書院       | 東頭灣道                 | 28         | 太古廣場三座         | 皇后大道東           |
| 34                 | 赤柱村             | 赤柱市集巴士總站         | 29         | 太古廣場             | 金鐘道               |
|                    |                    |                          | 30         | 長江集團中心         | 皇后大道中           |
| 31                 | 畢打街             | 畢打街                   |            |                      |                      |
| 32                 | 中環（交易廣場）   | 中環（交易廣場）巴士總站 |            |                      |                      |

- 有 ^ 號之車站祇限赤柱炮台開出的班次使用

## 使用狀況
6X是衍生自城巴6號線的特快版本，本線最大不同之處是取道香港仔隧道，而6號則使用黃泥涌峽道，因此本線車程較快，而收費也較高。

## 外部連結
- 城巴6X線路線圖 （页面存档备份，存于）
- 城巴6X線詳細時間表 （页面存档备份，存于）